# Spiksmed

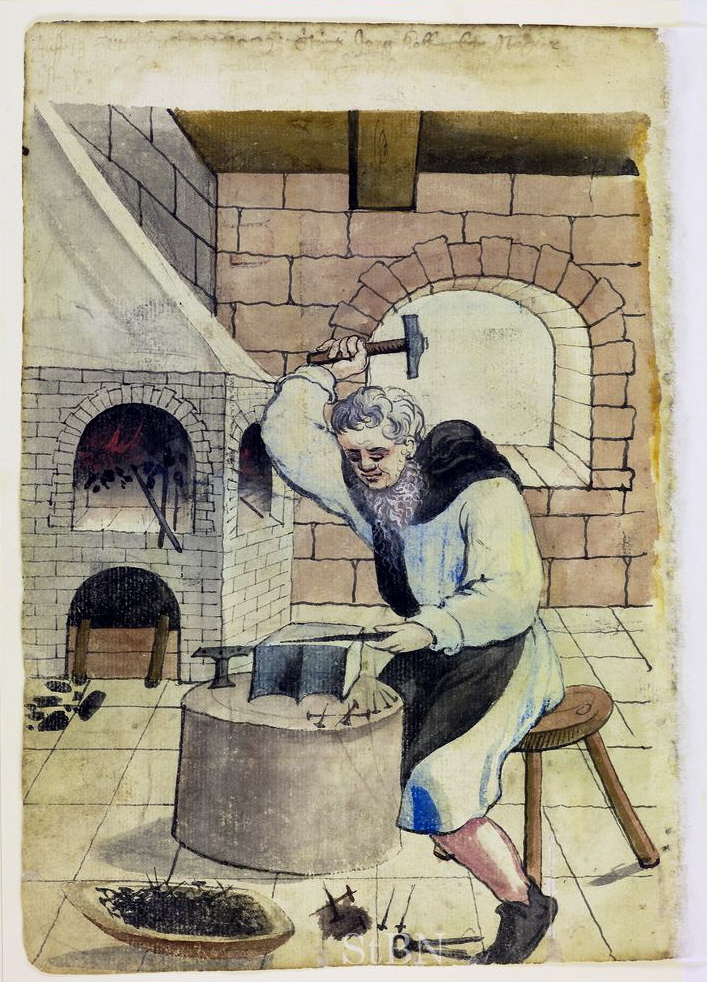
Spiksmed, teckning från 1529.

Spiksmed är en smed som smider spik för hand med en slägga och ett städ. Tidigare innan industrialiseringen var spiksmederna ett eget skrå.
Den äldre dräng som gick i lära hos en spiksmed kallades huvdare eller bakfördräng, medan den yngre kallades värmare, spikpojke eller framfördräng.